# Chiesa di San Vincenzo de' Paoli (Roma)
La chiesa di San Vincenzo de' Paoli è un edificio religioso di Roma, situato nella zona di Tor Sapienza, costruito nel XX secolo.

## Storia
Il 26 maggio 1912 venne istituita a Roma, nella zona di Tor Sapienza, la Chiesa di Santa Maria Immacolata alla Cervelletta, consacrata dal cardinale vicario Pietro Respighi su autorizzazione concessa da papa Pio X due giorni prima, il 24 maggio.
La zona d'influenza di questa parrocchia era abbastanza ampia, tanto da coprire un'area di quasi 50 chilometri quadri e toccare diversi quartieri come Ponte Mammolo, Tor Cervara, Tor Sapienza ed altri.
Di origine contadina nei primi anni, con il passare del tempo la popolazione divenne sempre più operaia e aumentò a dismisura, tutto questo grazie ai numerosi stabilimenti industriali che caratterizzarono quella parte di Roma in quegli anni.
Ma i Missionari di San Vincenzo de Paoli, che gestirono la chiesa, avevano previsto questi cambiamenti, e di conseguenza fecero costruire a Tor Sapienza una chiesa dedicata al loro fondatore, San Vincenzo de' Paoli, terminata nel 1950.
Così, le funzioni religiose della stessa parrocchia vennero celebrate in due chiese distinte, questo fino al 1968, quando i Missionari si stabilirono esclusivamente nella nuova realtà di Tor Sapienza, consacrandola con il nome di Chiesa di Santa Maria Immacolata e San Vincenzo De Paoli.
Il 7 marzo 1982 la chiesa fu visitata da papa Giovanni Paolo II.

## Architettura

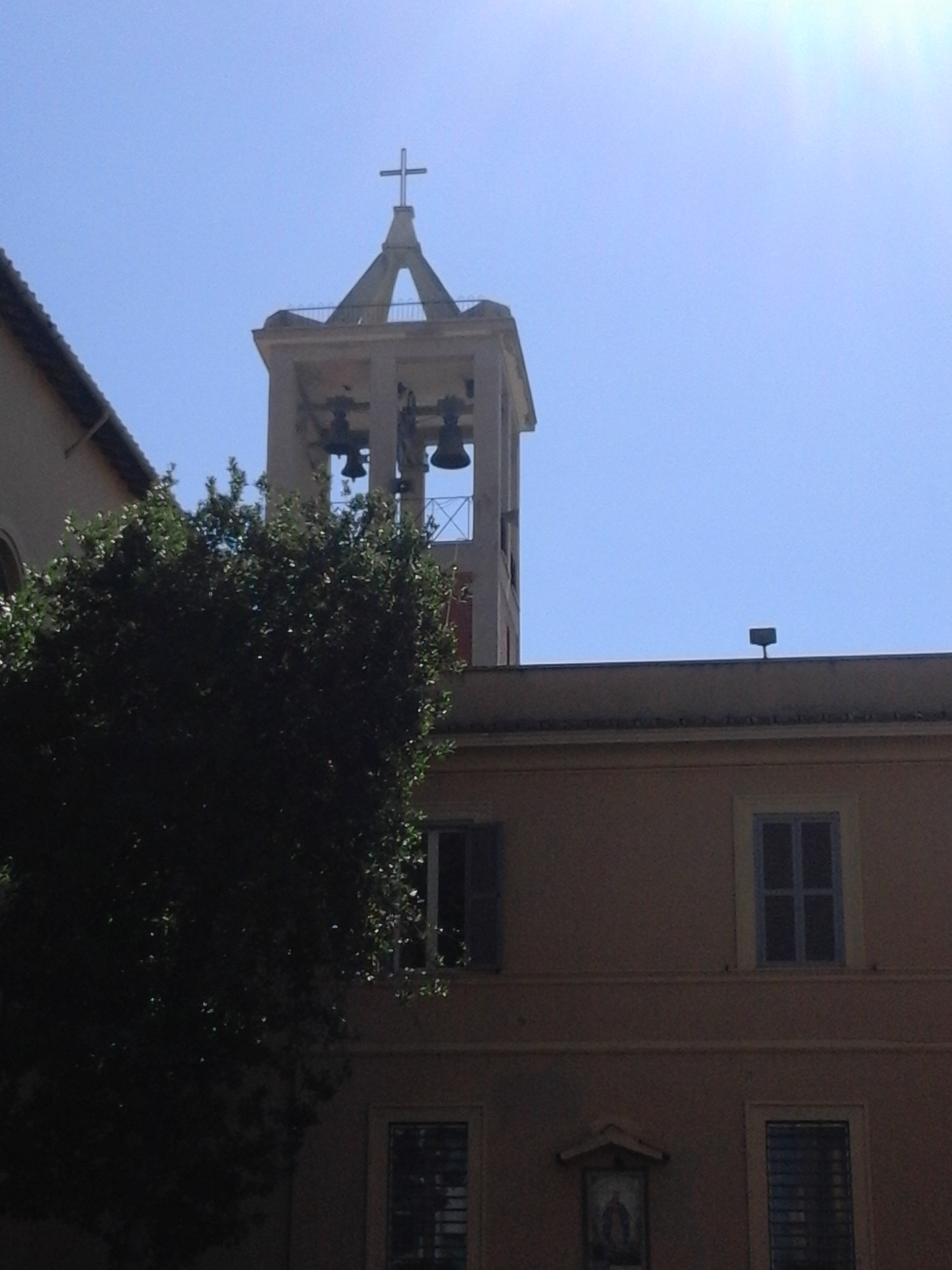
Il campanile della chiesa

La chiesa è a navata unica con due cappelle laterali, un arco trionfale precede la zona absidale.
La facciata è composta da quattro lesene con campi centrali di mattoni a vista, mentre l'unica entrata è rialzata da alcuni gradini. Alla sommità della facciata vi è un timpano abbellito dal cartiglio papale.
Il tetto è a falde, ed è sorretto da capriate lignee.
Il campanile traforato in stile moderno completa l'architettura della chiesa.